# AUTODOC
AUTODOC SE je společnost provozující internetové obchody s automobilovými díly a souvisejícími produkty ve 27 evropských zemích. Jejími hlavními zákazníky jsou soukromé osoby a menší autoservisy.

## Historie
Společnost AUTODOC byla založena v roce 2008 pod názvem E&S Pkwteile GmbH Alexejem Erdlem, Maxem Wegnerem a Vitalijem Kunglem. V prvních letech své existence sídlila společnost ve čtvrti Berlin-Weißensee. Od roku 2010 sídlí její kancelářské a logistické prostory ve čtvrti Berlin-Lichtenberg. V roce 2011 byla zahájena expanze společnosti do Rakouska a Švýcarska a v roce 2012 následoval vstup na trhy ve Velké Británii, Francii, Itálii a Španělsku.
V roce 2015 došlo k přejmenování společnosti na AUTODOC GmbH. V roce 2016 její roční obrat přesáhl 100 milionů eur a v roce 2017 překročil 250 milionů eur.
V roce 2018 společnost AUTODOC rozšířila svůj sortiment o náhradní díly pro nákladní a jiná užitková vozidla. Podle odhadu deníku Financial Times patřila společnost v roce 2018 z hlediska obratu k nejrychleji rostoucím společnostem v Evropě.
V roce 2021 přesáhl roční obrat společnosti 1 miliardu eur.
Podle odhadu deníku Financial Times patřila společnost v roce 2018 z hlediska obratu k nejrychleji rostoucím společnostem v Evropě.
Společnost AUTODOC má od června 2019 reprezentativní sídlo v berlínské čtvrti Kurfürstendamm, její centrála však zůstává v Berlíně-Lichtenbergu. Největší logistické centrum společnosti se nachází v polském Štětíně, které bylo otevřeno v roce 2018 a v září 2020 bylo rozšířeno o poloautomatizované distribuční centrum. V prosinci 2022 bylo dokončeno nové logistické centrum, které poskytuje dalších 40 000 metrů čtverečních skladových prostor.
V prosinci 2022 bylo dokončeno nové logistické centrum, které poskytuje dalších 40 000 metrů čtverečních skladových prostor. Společnost AUTODOC v současné době ve Štětíně zaměstnává téměř 2 000 lidí.
V září 2021 změnila společnost AUTODOC svou právní formu z GmbH na akciovou společnost. Od listopadu 2022 společnost působí jako AUTODOC SE (Societas Europaea).
AUTODOC má pobočky v Německu, Polsku, České republice, na Ukrajině, ve Španělsku, Moldavsku, Francii a Portugalsku.
V prosinci 2021 společnost AUTODOC založila automatizované distribuční centrum o rozloze více než 31 000 metrů čtverečních v rámci Panattoni Parku Cheb South v České republice. Jedná se o developerský projekt realizovaný společností Panattoni pro investiční skupinu Accolade.

## Přehled
Sortiment společnosti zahrnuje přibližně 4,8 milionu náhradních dílů pro osobní a nákladní automobily a motocykly z následujících kategorií: motory, podvozky, osvětlení, elektroinstalace, ventilace a pneumatiky.
V roce 2018 byl AUTODOC oficiálním partnerem závodu ADAC Rallye Masters.
V roce 2019 byla společnost AUTODOC oficiálním partnerem mistrovství světa FIA v rallye (WRC) a sponzorem všech evropských závodů.
Ve stejném roce společnost AUTODOC spustila online platformu AUTODOC CLUB a v roce 2020 představila aplikaci AUTODOC CLUB pro systémy iOS a Android, jakož i program AUTODOC PLUS.